# Francuska košarkaška reprezentacija
Francuska košarkaška reprezentacija predstavlja Francusku na međunarodnim natjecanjima. Pod vodstvom je Francuskog košarkaškog saveza. Francusku košarkašku reprezentaciju smatra se jednom od najboljih reprezentacija Europe, ali do sada nisu osvojili niti jedno veliko natjecanje, osim Europskog prvenstva 2013. Jedna su od najkonstantnijih momčadi na Europskim prvenstvima. Na Olimpijskim igrama četiri su puta osvajali srebrno odličje, dok su na Svjetskom prvenstvu prvo odličje (brončano) osvojili 2014., uz još jednu broncu 2019.

## Plasmani na velikim natjecanjima
| Godina | Olimpijske igre | Svjetska prvenstva | Europska prvenstva |
| ------ | --------------- | ------------------ | ------------------ |
| 1935.  |                 |                    | 5.                 |
| 1936.  | 9. – 16.        |                    |                    |
| 1937.  |                 |                    | bronca             |
| 1939.  |                 |                    | 4.                 |
| 1946.  |                 |                    | 4.                 |
| 1947.  |                 |                    | 5.                 |
| 1948.  | srebro          |                    |                    |
| 1949.  |                 | srebro             |                    |
| 1950.  |                 | 6.                 |                    |
| 1951.  |                 |                    | bronca             |
| 1952.  | 8.              |                    |                    |
| 1953.  |                 |                    | bronca             |
| 1954.  |                 | 4.                 |                    |
| 1955.  |                 |                    | 4.                 |
| 1956.  | 4.              |                    |                    |
| 1957.  |                 |                    | 4.                 |
| 1958.  |                 |                    |                    |
| 1959.  |                 |                    | bronca             |
| 1960.  | 10.             |                    | bronca             |
| 1961.  |                 |                    | 4.                 |
| 1962.  |                 |                    |                    |
| 1963.  |                 | 5.                 | 13.                |
| 1964.  |                 |                    |                    |
| 1965.  |                 |                    | 9.                 |
| 1966.  |                 |                    |                    |
| 1967.  |                 |                    | 11.                |
| 1968.  |                 |                    |                    |
| 1969.  |                 |                    |                    |
| 1970.  |                 |                    |                    |
| 1971.  |                 |                    | 10.                |
| 1972.  |                 |                    |                    |
| 1973.  |                 |                    | 10.                |
| 1974.  |                 |                    |                    |
| 1975.  |                 |                    |                    |
| 1976.  |                 |                    |                    |
| 1977.  |                 |                    | 11.                |
| 1978.  |                 |                    |                    |
| 1979.  |                 |                    | 8.                 |
| 1980.  |                 |                    |                    |
| 1981.  |                 |                    | 8.                 |
| 1982.  |                 |                    |                    |
| 1983.  |                 |                    | 5.                 |
| 1984.  | 11.             |                    |                    |
| 1985.  |                 |                    | 6.                 |
| 1986.  |                 | 13.                |                    |
| 1987.  |                 |                    | 9.                 |
| 1988.  |                 |                    |                    |
| 1989.  |                 |                    | 6.                 |
| 1990.  |                 |                    |                    |
| 1991.  |                 |                    | 4.                 |
| 1992.  | bez nastupa     |                    |                    |
| 1993.  |                 |                    | 7.                 |
| 1994.  |                 | bez nastupa        |                    |
| 1995.  |                 |                    | 8.                 |
| 1996.  | bez nastupa     |                    |                    |
| 1997.  |                 |                    | 10.                |
| 1998.  |                 | bez nastupa        |                    |
| 1999.  |                 |                    | 4.                 |
| 2000.  | srebro          |                    |                    |
| 2001.  |                 |                    | 6.                 |
| 2002.  |                 | bez nastupa        |                    |
| 2003.  |                 |                    | 4.                 |
| 2004.  | bez nastupa     |                    |                    |
| 2005.  |                 |                    | bronca             |
| 2006.  |                 | 5.                 |                    |
| 2007.  |                 |                    | 8.                 |
| 2008.  | bez nastupa     |                    |                    |
| 2009.  |                 |                    | 5.                 |
| 2010.  |                 | 13.                |                    |
| 2011.  |                 |                    | srebro             |
| 2012.  | 8.              |                    |                    |
| 2013.  |                 |                    | zlato              |
| 2014.  |                 | bronca             |                    |
| 2015.  |                 |                    | bronca             |

## Momčad
Svjetsko prvenstvo u košarci – Turska 2010.
| Ime i prezime    | Klub                       |
| ---------------- | -------------------------- |
| Andrew Albicy    | Paris-Levallois Basket     |
| Yannick Bokolo   | BCM Gravelines             |
| Nando de Colo    | Power Electronics Valencia |
| Fabien Causeur   | Cholet                     |
| Edwin Jackson    | Rouen                      |
| Nicolas Batum    | Portland Trail Blazers     |
| Boris Diaw       | San Antonio Spurs          |
| Mickaël Gelabale | Cholet                     |
| Alain Koffi      | Le Mans                    |
| Florent Piétrus  | Power Electronics Valencia |
| Ali Traore       | Lottomatica Roma           |
| Ian Mahinmi      | Indiana Pacers             |
| Vincent Collet   |                            |

## Vanjske poveznice
- Službena stranica  Arhivirana inačica izvorne stranice od 22. siječnja 1998. (Wayback Machine) Francuskog košarkaškog saveza

| Međunarodna košarka | Međunarodna košarka |
| --- | ------------------- |
| |                     |
| FIBA \| Olimpijske igre \| Svjetsko prvenstvo \| FIBA-ina ljestvica Afrika: FIBA Afrika – Afričko prvenstvo Amerika: FIBA Amerika – Američko prvenstvo Azija: FIBA Azija - Azijsko prvenstvo Europa: FIBA Europa – Europsko prvenstvo Oceanija: FIBA Oceanija – Oceanijsko prvenstvo |                     |

| Međunarodna košarka | Međunarodna košarka |
| --- | ------------------- |
| |                     |
| FIBA \| Olimpijske igre \| Svjetsko prvenstvo \| FIBA-ina ljestvica Afrika: FIBA Afrika – Afričko prvenstvo Amerika: FIBA Amerika – Američko prvenstvo Azija: FIBA Azija - Azijsko prvenstvo Europa: FIBA Europa – Europsko prvenstvo Oceanija: FIBA Oceanija – Oceanijsko prvenstvo |                     |

| Europske košarkaške reprezentacije (FIBA Europa) | Europske košarkaške reprezentacije (FIBA Europa) |
| --- | ------------------------------------------------ |
| |                                                  |
| Albanija • Andora • Armenija • Austrija • Azerbejdžan • Belgija • Bjelorusija • BiH • Bugarska • Cipar • Crna Gora • Češka • Danska • Estonija • Finska • Francuska • Gibraltar • Grčka • Gruzija • Hrvatska • Irska • Island • Italija • Izrael • Kosovo • Latvija • Litva • Luksemburg • Mađarska • Makedonija • Malta • Moldova • Monako • Nizozemska • Norveška • Njemačka • Poljska • Portugal • Rumunjska • Rusija • San Marino • Srbija • Slovačka • Slovenija • Španjolska • Švedska • Švicarska • Turska • Ukrajina • Velika Britanija |                                                  |
| |                                                  |
| Bivše države Čehoslovačka • Jugoslavija • DR Njemačka • Srbija i Crna Gora • SSSR • ZND |                                                  |
| Bivše države |                                                  |
| |                                                  |
| Čehoslovačka • Jugoslavija • DR Njemačka • Srbija i Crna Gora • SSSR • ZND |                                                  |

| Bivše države                                                               |
|                                                                            |
| Čehoslovačka • Jugoslavija • DR Njemačka • Srbija i Crna Gora • SSSR • ZND |

| Europske košarkaške reprezentacije (FIBA Europa) | Europske košarkaške reprezentacije (FIBA Europa) |
| --- | ------------------------------------------------ |
| |                                                  |
| Albanija • Andora • Armenija • Austrija • Azerbejdžan • Belgija • Bjelorusija • BiH • Bugarska • Cipar • Crna Gora • Češka • Danska • Estonija • Finska • Francuska • Gibraltar • Grčka • Gruzija • Hrvatska • Irska • Island • Italija • Izrael • Kosovo • Latvija • Litva • Luksemburg • Mađarska • Makedonija • Malta • Moldova • Monako • Nizozemska • Norveška • Njemačka • Poljska • Portugal • Rumunjska • Rusija • San Marino • Srbija • Slovačka • Slovenija • Španjolska • Švedska • Švicarska • Turska • Ukrajina • Velika Britanija |                                                  |
| |                                                  |
| Bivše države Čehoslovačka • Jugoslavija • DR Njemačka • Srbija i Crna Gora • SSSR • ZND |                                                  |
| Bivše države |                                                  |
| |                                                  |
| Čehoslovačka • Jugoslavija • DR Njemačka • Srbija i Crna Gora • SSSR • ZND |                                                  |

| Bivše države                                                               |
|                                                                            |
| Čehoslovačka • Jugoslavija • DR Njemačka • Srbija i Crna Gora • SSSR • ZND |

| Francuska                | Francuska | Francuska |
| ------------------------ | --- | --------- |
|                          | |           |
| Simboli i identitet      | Grb Francuske • Zastava Francuske • La Marseillaise • Marianne • Francuski državni praznik • Galski pijetao |           |
|                          | |           |
| Zemljopis                | Politička podjela Francuske • Francuske regije • Francuski departmani • Prekomorski departmani i regije • Okruzi • Kantoni • Gradovi • Pariz • Klima • Rijeke • Planine • Jezera • Otoci • Nacionalni parkovi • Korzika‎ • Biskajski zaljev • Loire • Seine • Rhône • Provansa • Središnji masiv • Mont Blanc |           |
|                          | |           |
| Povijest                 | Apsolutistička kraljevina (843. – 1791.) • Ustavna kraljevina (1791. – 1972.) • Prva Republika (1792. – 1804.) • Prvo Carstvo (1804. – 1814.; 1815.) • Restauracija Burbona (1814. – 1815.; 1815. – 1830.) • Srpanjska Monarhija (1830. – 1848.) • Druga Republika (1848. – 1852.) • Drugo Carstvo (1852. – 1870.) • Treća Republika (1870. – 1940.) • Višijska Francuska (1940. – 1944.) • Privremena vlada (1944. – 1946.) • Četvrta Republika (1946. – 1958.) • Peta Republika (od 1958.) |           |
|                          | |           |
| Politika i gospodarstvo  | Francuski parlament • Francuski senat • Narodna skupština • Premijer • Predsjednik • Elizejska palača • Hrvatsko-francuski odnosi • Hrvati u Francuskoj • Francuzi u Hrvatskoj • Oružane snage • Gospodarstvo • Promet • Automobilska industrija • Turizam • Popis sveučilišta • Sorbonne Université • Putovnica Francuske |           |
|                          | |           |
| Društvo, kultura i sport | Stanovništvo • Francuzi • Francuski jezik • Kultura • Umjetnost • Arhitektura • Književnost • Kinematografija • Glazba • Obrazovanje • Religija • Kršćanstvo • Katolička Crkva • Svjetska baština u Francuskoj • Francuska kuhinja • Wikipedija na francuskom jeziku • Sport • Francuska na OI • Francuska nogometna reprezentacija • Ligue 1 • Francuska rukometna reprezentacija • Francuska košarkaška reprezentacija • Tour de France • Roland Garros                                    |           |

| Francuska                | Francuska | Francuska |
| ------------------------ | --- | --------- |
|                          | |           |
| Simboli i identitet      | Grb Francuske • Zastava Francuske • La Marseillaise • Marianne • Francuski državni praznik • Galski pijetao |           |
|                          | |           |
| Zemljopis                | Politička podjela Francuske • Francuske regije • Francuski departmani • Prekomorski departmani i regije • Okruzi • Kantoni • Gradovi • Pariz • Klima • Rijeke • Planine • Jezera • Otoci • Nacionalni parkovi • Korzika‎ • Biskajski zaljev • Loire • Seine • Rhône • Provansa • Središnji masiv • Mont Blanc |           |
|                          | |           |
| Povijest                 | Apsolutistička kraljevina (843. – 1791.) • Ustavna kraljevina (1791. – 1972.) • Prva Republika (1792. – 1804.) • Prvo Carstvo (1804. – 1814.; 1815.) • Restauracija Burbona (1814. – 1815.; 1815. – 1830.) • Srpanjska Monarhija (1830. – 1848.) • Druga Republika (1848. – 1852.) • Drugo Carstvo (1852. – 1870.) • Treća Republika (1870. – 1940.) • Višijska Francuska (1940. – 1944.) • Privremena vlada (1944. – 1946.) • Četvrta Republika (1946. – 1958.) • Peta Republika (od 1958.) |           |
|                          | |           |
| Politika i gospodarstvo  | Francuski parlament • Francuski senat • Narodna skupština • Premijer • Predsjednik • Elizejska palača • Hrvatsko-francuski odnosi • Hrvati u Francuskoj • Francuzi u Hrvatskoj • Oružane snage • Gospodarstvo • Promet • Automobilska industrija • Turizam • Popis sveučilišta • Sorbonne Université • Putovnica Francuske |           |
|                          | |           |
| Društvo, kultura i sport | Stanovništvo • Francuzi • Francuski jezik • Kultura • Umjetnost • Arhitektura • Književnost • Kinematografija • Glazba • Obrazovanje • Religija • Kršćanstvo • Katolička Crkva • Svjetska baština u Francuskoj • Francuska kuhinja • Wikipedija na francuskom jeziku • Sport • Francuska na OI • Francuska nogometna reprezentacija • Ligue 1 • Francuska rukometna reprezentacija • Francuska košarkaška reprezentacija • Tour de France • Roland Garros                                    |           |